# Apple Canyon Lake
Apple Canyon Lake es un lugar designado por el censo ubicado en el condado de Jo Daviess en el estado estadounidense de Illinois. En el Censo de 2010 tenía una población de 558 habitantes y una densidad poblacional de 49,3 personas por km².

## Geografía
Apple Canyon Lake se encuentra ubicado en las coordenadas 42°26′5″N 90°9′38″O / 42.43472, -90.16056. Según la Oficina del Censo de los Estados Unidos, Apple Canyon Lake tiene una superficie total de 11.32 km², de la cual 9.62 km² corresponden a tierra firme y (15.01%) 1.7 km² es agua.

## Demografía
Según el censo de 2010, había 558 personas residiendo en Apple Canyon Lake. La densidad de población era de 49,3 hab./km². De los 558 habitantes, Apple Canyon Lake estaba compuesto por el 99.1% blancos, el 0.36% eran afroamericanos, el 0% eran amerindios, el 0.36% eran asiáticos, el 0% eran isleños del Pacífico, el 0% eran de otras razas y el 0.18% pertenecían a dos o más razas. Del total de la población el 1.08% eran hispanos o latinos de cualquier raza.